# Lathrurodesmus ortonede
Lathrurodesmus ortonede är en mångfotingart som beskrevs av Filippo Silvestri 1910. Lathrurodesmus ortonede ingår i släktet Lathrurodesmus och familjen kuldubbelfotingar. Inga underarter finns listade i Catalogue of Life.